# امبيوتراميد
امبيوتراميد هو اسم دولي غير مسجل الملكية لدواء مسكن ومهدئ قوي شبيه للأفيون، ومرتبط هيكليًا بالميثادون أنتجته شركة هوكست إيه جي في عام 1958، وله اسماً تجاريّاً هو أمبيوتين.
اكتشفت خواصّ عقار الإمبيوتراميد كعامل مخدر عام، كما وُجد أنّ له جرعة علاجية ضيّقة النطاق للغاية، حيث تبلغ الجرعة الفعّالة للتخدير منه 50 مجم / كجم، بينما تبلغ الجرعة القاتلة منه 75 مجم / كجم.
يعمل عقار الإمبيوتراميد، إلى جانب آثاره المهدئة القوية، كمثبط تنفسيّ، كما يُحدث اضطرابًا في ضربات القلب البطينية. أعتُبر عقار الإمبيوتراميد نتيجة لهذه الخصائص مادّة عالية الخطورة، ولم يتم اعتماده أبدًا للاستخدامات الطبيّة كمخدر، وظل استخدامه قاصراً على القتل الرحيم في الطب البيطري، وبشكل أساسيّ القتل الرحيم للكلاب.
استخدم مُركّب الإمبيوتراميد في تصنيع منتج حمل الاسم التجاري ترايبيوتيم، والذي يحتوي أيضًا على الكلوروكين والليدوكايين.

## الاستخدامات
يُستخدم عقار الإمبيوتراميد في القتل الرحيم لمجموعة مختلفة من الحيوانات، وخاصّة الحيوانات الصغيرة التي تُربّى كحيوانات أليفة أكثر من استخدامه لحيوانات المزرعة الكبيرة.
يعتبر البعض استخدام عقار الإمبيوتراميد في القتل الرحيم للحيوانات أقل إنسانية من الأدوية القديمة المستخدمة لهذا الغرض مثل عقار البنتوباربيتال، حيث أن الإمبيوتراميد قد يسبب ألمًا شديدًا للحيوان الذي يُقتل باستخدامه، إلّا أن احتماليّة إساءة استخدامه أقل من الباربيتورات خاصةً في مركب التريبوتيم، ممّا يجعله هدفاً أقل لإساءة الاستخدام في الأغراض الأخرى. ومع ذلك، فقدت وُجدت حالات انتحار باستخدام الإمبيوتراميد بين الأشخاص الذين لديهم إمكانية الوصول إلى العقار، لذا أُضيف عقار الإمبيوتراميد في عام 2006 إلى قائمة أدوية الجدول الثالث في الولايات المتحدة الأمريكيّة، باعتباره عقار غير مخدر، وصُنّف في رقم رمز المواد الخاضعة للرقابة الإدارية لعام 2020 مع مثبطات مثل البنزوديازيبينات، والباربيتورات، وغيرها من المسكنات والمنومات.